# (5008) Miyazawakenji
(5008) Miyazawakenji (1991 DV) – planetoida z pasa głównego asteroid okrążająca Słońce w ciągu 3,3 lat w średniej odległości 2,22 j.a. Odkryta 20 lutego 1991 roku.